# Idiocerus myrciae
Idiocerus myrciae är en insektsart som beskrevs av Caldwell 1952 . Idiocerus myrciae ingår i släktet Idiocerus och familjen dvärgstritar. Inga underarter finns listade i Catalogue of Life.